# Philacelota submaculata
Philacelota submaculata är en skalbaggsart som beskrevs av Heller 1900. Philacelota submaculata ingår i släktet Philacelota och familjen Melolonthidae. Inga underarter finns listade i Catalogue of Life.